# Jeanne (chanson de Georges Brassens)
Pour les articles homonymes, voir Jeanne.
Pistes de Les Trompettes de la renommée
Les Trompettes de la renommée Je rejoindrai ma belle
Jeanne est une chanson de Georges Brassens parue en 1962 sur l'album Les Trompettes de la renommée. Brassens l'écrit à propos de Jeanne Planche qui l’hébergea pendant la guerre et jusqu'en 1966. 
C'est le pendant féminin de la Chanson pour l'Auvergnat, publiée huit ans plus tôt et plus connue dans l'œuvre de Brassens, qui s'inspirait de Marcel Planche, le mari de Jeanne. 
Cette chanson est particulière dans son répertoire par sa proximité du vers libre, ce qui lui donne un rythme atypique.

## Musiciens
- Georges Brassens : chant, guitare rythmique
- Barthélémy Rosso : guitare soliste
- Pierre Nicolas : contrebasse

## Reprises
En 2012, Ousanousava reprend cette chanson dans son album de reprises Ces artistes qui nous lient : de Brassens à Nougaro.